# Chiến tranh giành độc lập România
Chiến tranh giành độc lập România là tên gọi được ngành sử học România sử dụng để nhắc đến cuộc chiến tranh Nga-Thổ Nhĩ Kỳ (1877-1878), sau đó kéo theo România chiến đấu bên phía Nga, giành được độc lập từ Đế quốc Ottoman. Ngày 16 tháng 4 [lịch cũ 4 tháng 4] năm 1877, România và Đế quốc Nga đã ký một hiệp ước tại Bucharest, theo đó quân đội Nga được phép đi qua lãnh thổ România, với điều kiện là Nga tôn trọng sự toàn vẹn của România. Việc điều động quân bắt đầu, và khoảng 120.000 binh sĩ đã được tập trung ở phía nam của đất nước để bảo vệ chống lại một cuộc tấn công cuối cùng của quân Ottoman từ phía nam sông Danube. Ngày 24 tháng 4 [lịch cũ 12 tháng 4] năm 1877, Nga tuyên chiến với Đế quốc Ottoman và quân đội Nga tiến vào România qua cây cầu Eiffel vừa mới xây dựng.

## Bối cảnh
Ngày 21 tháng 5 [lịch cũ 9 tháng 5] năm 1877, tại nghị viện România, Mihail Kogălniceanu đã đọc đạo luật về nền độc lập của România theo nguyện vọng của nhân dân România. Một ngày sau, ngày 22 tháng 5 [lịch cũ 10 tháng 5] năm 1877, đạo luật này đã được Vương công Carol I ký kết, chính thức tuyên bố nền độc lập quốc gia toàn diện. Chính phủ România đã hủy bỏ ngay lập tức khoản cống nạp cho Thổ Nhĩ Kỳ (khoảng 914.000 lei), và số tiền này thay vào đó được đưa cho Bộ trưởng Bộ Chiến tranh quản lý. Ban đầu, trước năm 1877, Nga đã không mong muốn hợp tác với România, vì họ không muốn România tham gia vào các hòa ước sau chiến tranh, nhưng người Nga lại gặp phải một đội quân Thổ Nhĩ Kỳ rất mạnh gồm 50.000 binh sĩ dưới quyền chỉ huy của tướng Osman Pasha trong cuộc vây hãm Plevna (Pleven), nơi quân đội Nga dưới quyền chỉ huy của các tướng lĩnh Nga phải gánh chịu nhiều tổn thất nặng nề trong vài trận đánh.

## Diễn biến
Do thiệt hại lớn về nhân mạng, Nikolai Konstantinovich, Đại Công tước Nga đã đề nghị Carol I cho quân đội România can thiệp và gia nhập vào lực lượng chung với quân đội Nga. Vương công Carol I đã chấp nhận đề nghị của Công tước trở thành Nguyên soái quân Nga ngoài chức vụ Tư lệnh quân đội România của riêng mình, vì vậy có thể thống lĩnh lực lượng vũ trang kết hợp tới chinh phục Plevna và sự đầu hàng chính thức sau một trận kịch chiến của tướng Thổ Osman Pasha. Quân đội România chiến thắng trong trận Grivitsa và Rahova, và vào ngày 28 tháng 11 năm 1877 thành Plevna buộc phải đầu hàng và Osman Pasha đã dâng cả thành phố, quân đồn trú và thanh kiếm của mình cho đại tá România Mihail Cerchez. Sau khi chiếm đóng Plevna, quân đội România trở lại sông Danube và giành chiến thắng trong trận Vidin và Smârdan. Ngày 19 tháng 1 năm 1878, Đế quốc Ottoman đã yêu cầu một cuộc đình chiến được phía Nga và România chấp nhận. România tuy thắng trong cuộc chiến này nhưng tổn thất về nhân mạng của họ lên tới 10.000 người. Nền độc lập của nước này từ Porte cuối cùng đã được Liên minh Trung tâm công nhận vào ngày 13 tháng 7 năm 1878.

## Kết quả
Hòa ước giữa Nga và Đế quốc Ottoman đã được ký kết tại San Stefano vào ngày 3 tháng 3 năm 1878. Thành quả của hiệp ước này là giúp tạo ra một Thân vương quốc Bungaria và công nhận sự độc lập của Serbia, Montenegro và România. Một số người ở România cho rằng Nga đã không giữ những lời hứa hẹn trong hiệp ước ngày 4 tháng 4 năm 1877 (do viên công sứ Nga Stuart Dimitri ký (và được sự chấp thuận của Sa hoàng Aleksandr II và Thủ tướng România ngày ấy Mihail Kogălniceanu) tôn trọng sự toàn vẹn lãnh thổ của România. Tuy nhiên, niềm tin này là sai lầm. Hiệp định giữa Nga và România cho phép Nga được quyền đưa quân quá cảnh qua nước này, là một trong những thứ mà Nga buộc lòng phải "duy trì và tuân thủ các quyền lợi chính trị của nhà nước România, như vậy là vì chúng có kết quả từ những luật lệ nội bộ và định chế tồn tại và cũng nhằm bảo vệ sự toàn vẹn nguyên trạng của România".
Hiệp ước này lại không được Liên minh Trung tâm công nhận và hội nghị hòa bình năm 1878 tại Berlin đã quyết định rằng Nga sẽ trao lại nền độc lập cho România, vùng lãnh thổ Dobrogea, đồng bằng sông Danube và lối vào Biển Đen bao gồm hải cảng cổ xưa Tomis (Constantza), như cũng như hòn đảo nhỏ bé Snake (Insula Şerpilor), nhưng Nga sẽ vẫn chiếm lấy cái gọi là "sự đền bù" các quận phía Nam România cũ của Bessarabia (Cahul, Bolgrad và Ismail), mà theo Hiệp ước Paris năm 1856 (sau cuộc chiến tranh Krym) thì đã gồm luôn cả Moldavia. Vương công Carol đã không thực sự hài lòng bởi diễn biến không thuận lợi của các cuộc đàm phán; cuối cùng ông cũng đành chịu sự thuyết phục của Bismarck (trong những bức thư trao đổi nguyên bản vào lúc đó hiện đã được công bố) nhằm chấp nhận thỏa hiệp với Nga theo quan điểm về tiềm năng kinh tế to lớn của lối vào trực tiếp Biển Đen của România và các hải cảng cổ xưa của nó không có lợi cho Bulgaria do nước này phải gánh chi phí cho việc giao thương đường biển.